# Devilman (film)
Devilman (jap. デビルマン Debiruman) – japoński film superbohaterski z 2004 w reżyserii Hiroyukiego Nasu. Produkcja oparta jest na mandze o tym samym tytule autorstwa Gō Nagaia. Film początkowo miał zostać wydany w maju 2004 roku, jednak jego premiera została przesunięta na 9 października 2004 z powodu dokrętek.
Devilman został surowo skrytykowany zarówno przez krytyków, jak i widzów – wielu uznaje go za jeden z najgorszych japońskich filmów w historii. Film okazał się również porażką komercyjną, zarabiając 520 milionów jenów przy budżecie wynoszącym 1 miliard jenów.

## Obsada
Źródło.
- Hisato Izaki – Akira Fudo
- Yusuke Izaki – Ryo Asuka
- Ayana Sakai – Miki Makimura
- Asuka Shibuya – Miko
- Ryūdō Uzaki – Keisuke Makimura (ojciec Miki)
- Yōko Aki – Emi Makimura (matka Miki)
- Ai Tominaga – Silene
- Bob Sapp – prezenter wiadomości
- Hirotarō Honda – profesor Asuka
- Mark Musashi – LAPD

## Odbiór
Film zajął pierwsze miejsce w corocznym plebiscycie magazynu Eiga Hihō na najgorszy film, zdobywając pięć razy więcej głosów niż produkcja, która uplasowała się na drugim miejscu. Zdobył również pierwsze miejsce w plebiscytach Bunshun Kiichigo Awards oraz Hebi-Ichigo Awards organizowanych przez Sports Hochi. W internetowym głosowaniu został uznany za najgorszy japoński film lat 2000., przy czym zaznaczono, że powszechne rozczarowanie filmem było tym większe, że wielu fanów z entuzjazmem oczekiwało ekranizacji mangi.
Podczas 14. ceremonii wręczenia Nagród Filmowych Tokyo Sports Takeshi Kitano nazwał Devilmana „jednym z czterech najgłupszych filmów, jakie kiedykolwiek powstały”, obok Czy wreszcie coś osiągniesz?, Siberian Express i Pekin genjin. Dodał również: „Nie ma nic lepszego niż upić się i obejrzeć ten film.” Na tej samej ceremonii Sachiko Kobayashi wspomniała, że została nagle wezwana na plan, by wystąpić w filmie, zanim w ogóle dowiedziała się, o co w nim chodzi.
Film został jednogłośnie skrytykowany przez krajowe gazety, krytyków, a nawet fanów oryginalnej mangi. Wśród powodów wymieniano m.in. odrażające efekty CGI oraz obsadzenie w rolach popularnych modelek i nastoletnich idoli, z których wielu nigdy wcześniej nie grało w filmach. Ponadto, według doniesień, efekty komputerowe zostały użyte w scenach walki, ponieważ reżyser Hiroyuki Nasu nie wiedział, jak wyreżyserować je z udziałem aktorów. Próba zmieszczenia całej historii w krótkim czasie trwania filmu sprawiła, że fabuła została skrytykowana za brak logiki i sensu. Zwracano również uwagę, że wygląd postaci Silene na plakacie całkowicie różni się od jej wyglądu w filmie. Yuichi Maeda przyznał filmowi 2 punkty na 100, stwierdzając, że jedyną dobrą rzeczą w tej produkcji był plakat i projekt koncepcyjny. 
Film z czasem stał się w Japonii punktem odniesienia dla ocen filmów aktorskich, w szczególności Daikaijyu no atoshimatsu zostało przez internautów ochrzczone mianem „Devilmana ery Reiwa”.